# ژلژنیتسا (استان اشوی‌داشکسیه)
ژلژنیتسا (به لهستانی: Żeleźnica) یک منطقهٔ مسکونی در لهستان است که در گمینا کراسوچین واقع شده‌است. ژلژنیتسا ۵۲ نفر جمعیت دارد.